# Hydraethiops melanogaster
Espèce
Synonymes
- Helicops marginatus Fischer, 1883

Hydraethiops melanogaster est une espèce de serpents de la famille des Natricidae. 

## Répartition
Cette espèce se rencontre :
- en République centrafricaine ;
- au Cameroun ;
- au Gabon ;
- en République du Congo ;
- en République démocratique du Congo.

## Publication originale
- Günther, 1872 : Seventh account of new species of snakes in the collection of the British Museum. Annals and Magazine of Natural History, sér. 4, vol. 9, p. 13-37 (texte intégral).